# Burns (Wyoming)
Burns is een plaats (town) in de Amerikaanse staat Wyoming, en valt bestuurlijk gezien onder Laramie County.

## Demografie
Bij de volkstelling in 2000 werd het aantal inwoners vastgesteld op 285.
In 2006 is het aantal inwoners door het United States Census Bureau geschat op 303, een stijging van 18 (6,3%).

## Geografie
Volgens het United States Census Bureau beslaat de plaats een oppervlakte van
7,9 km², geheel bestaande uit land. Burns ligt op ongeveer 1682 m boven zeeniveau.

## Plaatsen in de nabije omgeving
De onderstaande figuur toont nabijgelegen plaatsen in een straal van 40 km rond Burns.